# Riksmötet 2007/2008
Riksmötet 2007/08 var Sveriges riksdags verksamhetsår 2007–2008. Det pågick från riksmötets öppnande den 18 september 2007  till den 16 september 2008.
Riksdagens talman under riksmötet 2007/08 var Per Westerberg (M).